# Simon Kyaga
Simon Namgyal Kyaga, född 12 mars 1976 i Maria Magdalena församling i Stockholm, är en svensk läkare i psykiatri (psykiater) och medicinsk forskare.
Kyaga, som är uppvuxen i Stockholm, är överläkare i psykiatri vid Karolinska universitetssjukhuset och medicinsk forskare vid Karolinska Institutet. Han presenterade, tillsammans med andra forskare, världens största studie på sambandet mellan kreativitet och psykisk sjukdom. Nyheten förmedlades snabbt runt om i världen. Detta samband utgjorde huvudfokus när han 2014 disputerade vid Karolinska institutet. Kyaga är vetenskaplig sekreterare i Svenska Läkaresällskapet och Psykiatrifonden. Han höll också ett TEDx-talk om relationen mellan galenskap och genialitet.
Kyaga var värd för Sommar i P1 den 27 juni 2014. Den 9 augusti 2015 var han med på Nyhetsmorgon i TV4 och talade om sambandet mellan psykisk ohälsa och kreativitet. Han har även medverkat i TV-serien Landet lyckopiller. 
Han är son till Lobsang Kyaga, ursprungligen från Tibet, och Katrin Goldstein-Kyaga.